# Prochy (województwo kujawsko-pomorskie)
Prochy – kolonia w Polsce położona w województwie kujawsko-pomorskim, w powiecie wąbrzeskim, w gminie Ryńsk. Wchodzi w skład sołectwa Stanisławki.
Według podziału administracyjnego Polski obowiązującego w latach 1975–1998, miejscowość należała do województwa toruńskiego.